# Bigger than Us
A Bigger than Us (magyarul: Nagyobb nálunk) egy dal, ami az Egyesült Királyságot képviselte a 2019-es Eurovíziós Dalfesztiválon, Tel-Avivban. A dalt Michael Rice brit énekes adta elő angol nyelven.

## Eurovíziós Dalfesztivál
A dal az indulás jogát a brit közszolgálati televíziós csatorna, a BBC Two 2019. január 23-án rendezett Eurovision: You Decide című nemzeti döntőjén nyerte el, ahol Holly Tandy és Michael Rice között dőlt el, hogy ki adhatja elő a dalt az Eurovízión. A zsűri és a nézők döntése alapján végül Rice indulhatott a tel-avivi versenyen.
A dal eredetileg a svéd eurovíziós nemzeti döntőben, a Melodifestivalen-en vett volna részt az egyik szerzője John Lundvik előadásában, aki később egy másik dallal vett részt a műsorban és a Bigger than Us-t küldte be a BBC versenyére. Lundvik március 9-én Too Late for Love című dalával végül megnyerte a 2019-es Melodifestivalen-t és így Svédország előadójaként a brit dal ellen versenyzett Tel-Avivban.
Mivel az Egyesült Királyság tagja az automatikusan döntős „Öt Nagy“ országnak az Eurovíziós Dalfesztiválon a Bigger than Us csak a május 18-i döntőben versenyzett, de a második elődöntő május 15-én rendezett zsűris főpróbáján is előadták. A döntőben a fellépési sorrendben tizenhatodikként csendült fel, a norvég KEiiNO együttes Spirit in the Sky című dala után és az izlandi Hatari zenekar Hatrið mun sigra című dala előtt. A szavazás során összesen 11 pontot szerzett, ami az utolsó helyet jelentette a huszonhat fős mezőnyben. Az Egyesült Királyság története során a negyedik alkalommal végzett az utolsó helyen.

## Slágerlistás helyezések
| Slágerlista (2019)                        | Legjobb helyezés |
| ----------------------------------------- | ---------------- |
| Skócia (Scottish Singles Top 40)          | 35.              |
| Svédország (Sverigetopplistan Heatseeker) | 8.               |
| Egyesült Királyság (UK Download Chart)    | 27.              |

## Külső hivatkozások
- Dalszöveg (angol nyelven)
- A dal előadása a Eurovision: You Decide döntőjében. YouTube-videó, BBC, 2019. február 8.
- A dal videóklipje. YouTube-videó, Eurovision Song Contest, 2019. április 20.
- A dal előadása az Eurovíziós Dalfesztivál második elődöntőjének főpróbáján. YouTube-videó, Eurovision Song Contest, 2019. május 17.
- A dal előadása az Eurovíziós Dalfesztivál döntőjében. YouTube-videó, Eurovision Song Contest, 2019. május 18.